# Mikolas Josef
Mikolas Josef (* 4. října 1995 Praha) je česky, anglicky a španělsky zpívající písničkář, producent, zpěvák, multiinstrumentalista, režisér hudebních videoklipů a reprezentant Česka na Eurovision Song Contest 2018, kde se umístil na šestém místě. V roce 2024 vydal debutové album ONE.

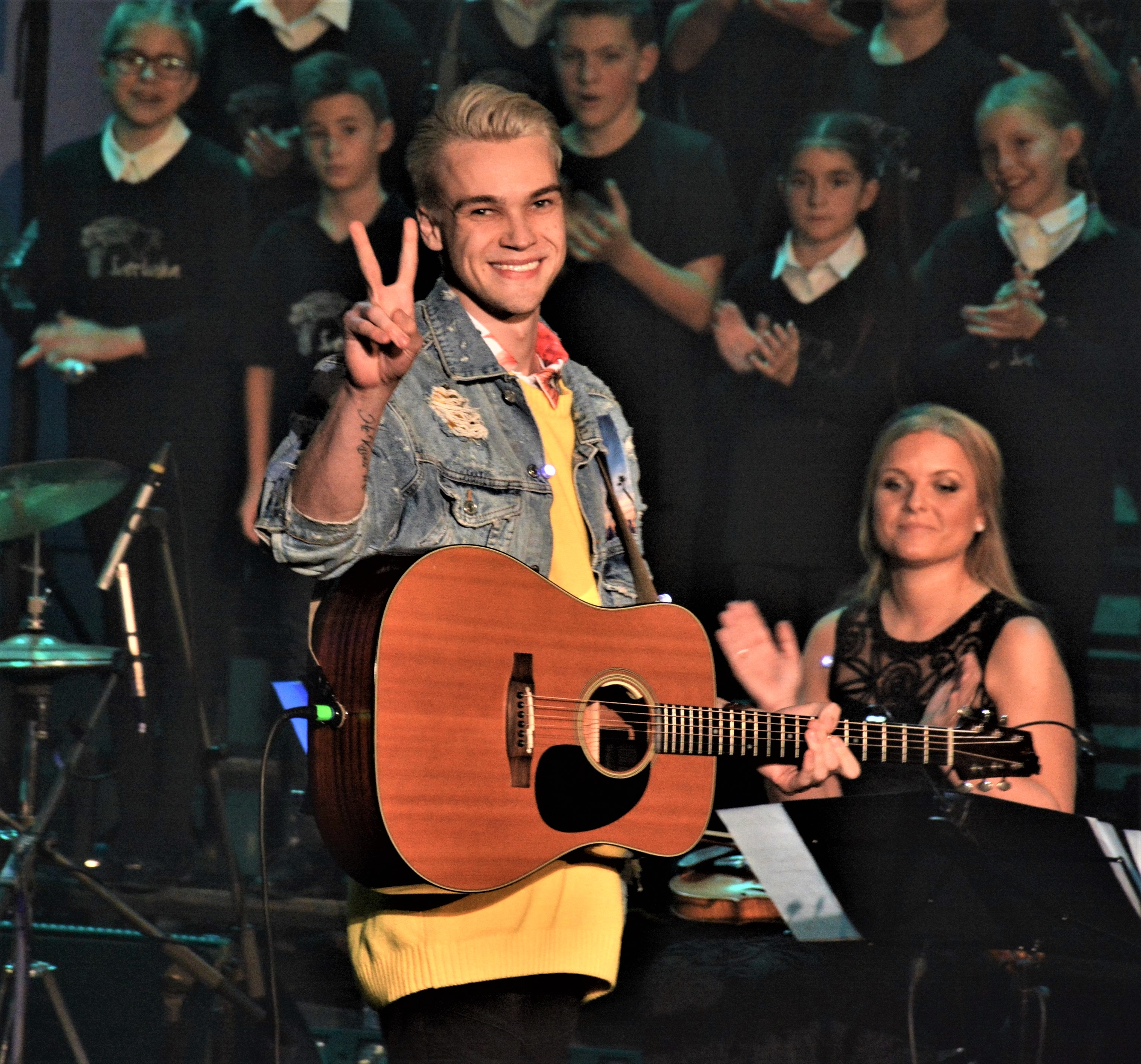
Mikolas Josef na benefičním koncertě „Světlo pro Světlušku“ v rámci Pražské křižovatky v kostele svaté Anny v Praze (2018)

## Život
Mikolas Josef se narodil 4. října 1995 v Praze do hudební rodiny. Kromě Prahy, kde se narodil, však střídavě vyrůstal i ve Znojmě. Od pěti let se věnoval zpěvu a hře na kytaru, později studoval také hru na klavír a bicí nástroje.
V letech 2006–2008 studoval obor kytara na základní umělecké škole, kterou ale nedokončil, a na gymnáziu byl v jednom z ročníků hodnocen známkou 4 z hudební výchovy. „Tehdy jsem si řekl, že žádná autorita a žádná instituce, která má na sobě napsáno Škola, mi nijak nepomůže dostat se tam, kam chci. A rozhodl jsem se jít úplně jinou cestou. A bylo to to nejlepší rozhodnutí, které jsem mohl udělat.“
Že chce dělat muziku, věděl prý Mikolas Josef už v pěti letech. K hudbě ho přivedla návštěva koncertu kapely Fleret s Vlastou Redlem a Jarmilou Šulákovou. Za nadšení pro hudbu a pozitivní vztah k mnoha jejím žánrům vděčí dle svých slov hlavně otci, se kterým sdílel sen stát se hudebníkem.
V roce 2015 složil maturitní zkoušku na Anglickém gymnáziu v Praze. Během studií v 17 letech obdržel nejvyšší ocenění od London Academy of Music and Dramatic Arts, a to zlatou medaili s vyznamenáním za sólové herectví. Tomuto odvětví se však v budoucnu nechtěl nadále věnovat. Místo původně plánovaného studia na vysoké škole se rozhodl jít vstříc hudební kariéře.
V době studia absolvoval řadu módních přehlídek a focení pro přední módní značky, jako například Diesel, Replay či Prada. Slibnou kariéru však po roce ukončil, protože nesouhlasil s praktikami v modelingovém světě - ať už s tím, že sám je jen prostředkem jiných umělců, nebo se způsobem, jakým zahraniční agentury zachází s lidmi.
Po zkušenosti s modelingem se rok a půl živil pouličním hraním ve velkých evropských městech, mezi nimi například v Oslu, Curychu, Hamburku či ve Vídni. „Hraní na ulicích pro mě byla nejlepší hudební škola v životě. Kdybych nezačal na ulicích, nikdy bych nerozuměl, co to znamená být muzikantem,“ říká Mikolas. V té době také přes týden uklízel v nahrávacím studiu – a to mohl jeden den v měsíci, když bylo volno, produkovat svoji vlastní hudbu.
V roce 2018 se objevil ve výběru osobností „18 inspirativních roku 2018“ magazínu Forbes, které podle něj „překonávají konvence a tím inspirují druhé“. V roce 2019 byl hlavní tváří reklamní kampaně na spodní prádlo značky Tezenis a Huawei.
V roce 2019 se svou rodinou pomohl založit vlastní nezávislou nahrávací společnost Vivienne Records s.r.o. Již od začátku Mikolasovy kariéry ho jeho rodina značně podporovala a teď mu tvoří jeho management tým.

## Hudební kariéra
V roce 2015 debutoval písní „Hands Bloody“, ke které sám složil text i hudbu 
, a píseň nahrál na vlastní náklady. Produkoval a režíroval i videoklip k písni, místa natáčení sám hledal přes Google Street View. V roce 2016 pak následovalo vydání dvou dalších singlů. Prvním byl Vitalijem Zestovskim koprodukovaný „Free“. Ten byl jako jeho první autorská píseň zařazen do celoplošných rádií, kde se umístil na čtvrté příčce hitparády 100 nejhranějších singlů českých rádií. Další singl „Believe (Hey Hey)“ byl koprodukovaný Nikodemem Milewskim a videoklip k němu se natáčel na Islandu.

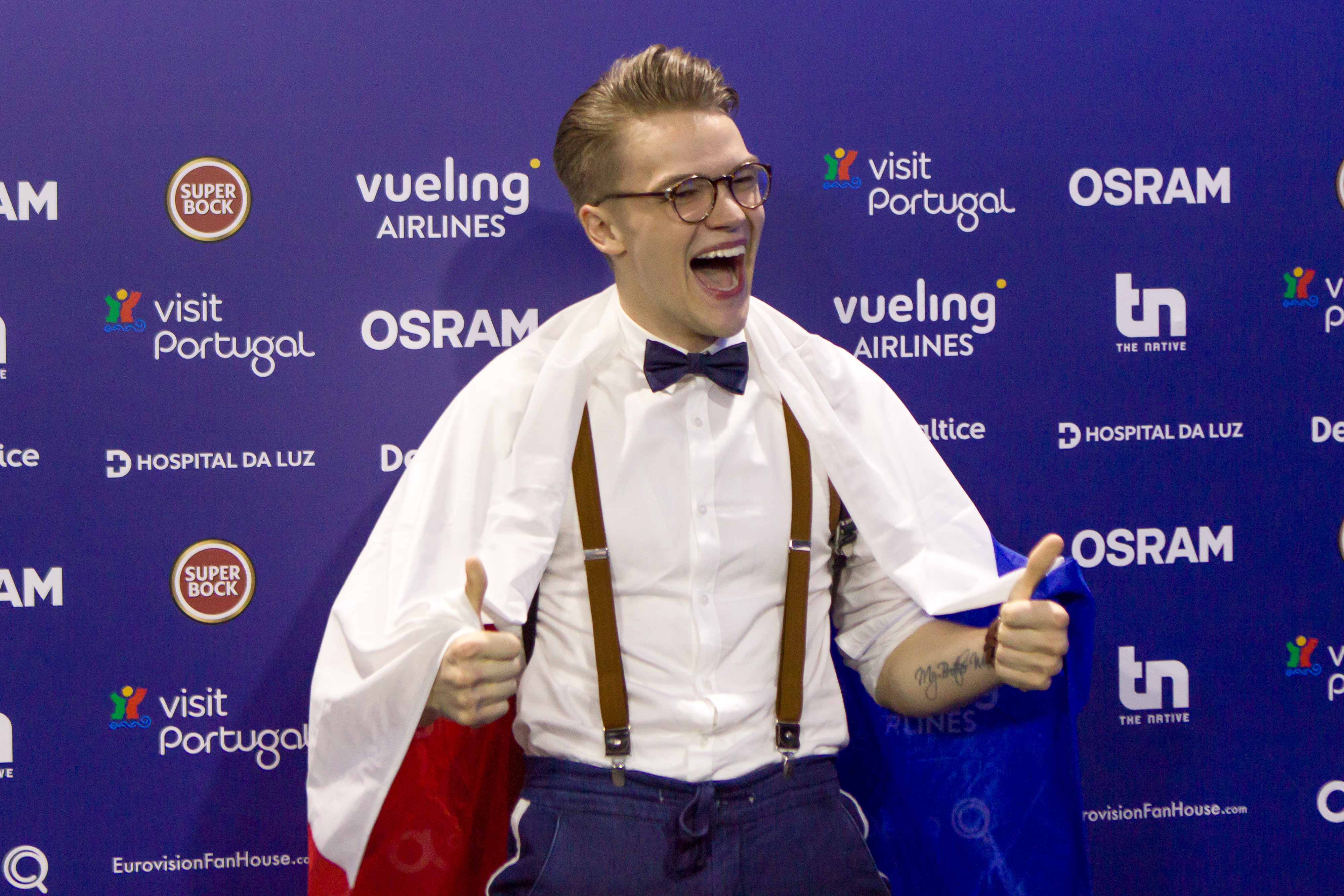
Mikolas Josef na tiskové konferenci po prvním semifinále Eurovision Song Contest 2018.

### 2017–2019: Eurovize
V listopadu 2017 představil svůj v pořadí čtvrtý singl „Lie to Me“, kde Mikolas zpívá o svém vztahu, který skončil nevěrou. O poselství písně řekl: „Ať se věci mají sebehůř, lze na to nahlížet i z jiného pohledu.“  Se singlem se mimo jiné přihlásil do národního kola Eurovize, z něhož byl na základě hlasů diváků a mezinárodní odborné poroty vybrán jako reprezentant Česka na Eurovision Song Contest 2018. V Lisabonu vystoupil v prvním semifinále soutěže 8. května a díky hlasům diváků a národních delegací postoupil jako historicky druhý český reprezentant do finále soutěže. Ve finále 12. května získal od porotců z jednotlivých zemí celkem 66 bodů, v hlasování diváků se pak s 215 body umístil na čtvrtém místě, což znamenalo celkovou šestou příčku a 281 bodů. Jedná se o dosavadně nejvyšší umístění České republiky od jejího prvního vstupu do finále Eurovision roku 2016 a současně poprvé, kdy se zpěvák z naší země dokázal probojovat do první desítky. V květnu roku 2020 přesáhl singl „Lie to Me“ na Spotify, jedné z předních globálních streamovacích platforem, 30 miliónů streamů.
Počátkem dubna 2018 v německém Mnichově podepsal globální kontrakt s hudebním vydavatelstvím RCA Records, jednou z dceřiných společností Sony Music. Koncem července téhož roku pak vydal španělskou verzi svého singlu „Lie to Me“. Na podzim pak předskakoval na madridském koncertu britské zpěvačky Rity Ory. Počátkem října představil singl „Me Gusta“, na němž spolupracoval se švédským skladatelem Joacimem Perssonem a jehož videoklip se natáčel v barokní knihovně Klementinum. 
V roce 2019 se stal nejposlouchanějším Čechem v zahraničí na Spotify. Na začátku února 2019 vydal svůj v pořadí šestý singl „Abu Dhabi“. Letním hitem „Acapella“, který vydal v květnu roku 2019, zasáhl téměř všechna česká rádia a tento song se stal nejhranějším a nejposlouchanějším songem v ČR v 36. týdnu roku 2019 a zároveň druhým na žebříčku v Polsku (odkaz v tabulce) a prvním na polském Shazamu. V červenci roku 2019 vystoupil v Athénách před 55 000 lidmi.
| „ | Přijdeš tam, roztáhneš ruce a najednou to, co děláš, se stane drogou a je to, jako když skočíš z letadla. Jsi neporazitelný, jsi všechno a nic. Je to závislost. | “ |

V dubnu 2019 uspořádal vlastní debutový koncert ve vyprodaném Foru Karlín s názvem My Name Is Mikolas Josef, kde mimo hitů poprvé živě zahrál škálu svých nevydaných singlů v doprovodu šesti afrických vokalistů. V prosinci toho roku jel rovněž na své první turné po České republice pod názvem Closer To You.
Na konci listopadu roku 2019 vydal singl s názvem „Colorado“, jehož námětem byla touha odstěhovat se do hor a ryzí přírody a být znovu tím člověkem, kterým býval před svou publicitou. V roce 2020 Mikolas vydal single „Lalalalalalalalalala“, který obsadil přední místa na italských a polských rádiích a Shazamu. Podepsal také smlouvu s japonskou nahrávací společností Avex Inc., což mu umožnilo rozšířit svou hudbu dál a dostal se na 13. místo v japonské hitparádě.

### Od 2023: Debutové album
Po pauze způsobené pandemií covidu vydal 24. března 2023 singl „Boys Don't Cry“, který předznamenal vydání jeho debutového alba. Jeho další singl z připravovaného alba „Delilah“ v červnu téhož roku se vyšplhal do top 20 hitparád ve 14 zemích světa. I své nové singly vydal v rodinném vydavatelství Vivienne Records.
V roce 2024 přepsal své umělecké jméno na Mikolas (stylizované kapitálkami) a v 22. března vydal první studiové album ONE s 11 skladbami. Na albu s ním spolupracovali producenti Rob Grimaldi a Chris Lord Alge, oceněný pěti cenami Grammy, a na Grammy nominovaný mix inženýr Kevin Grainge.

## Diskografie

### Alba
- ONE (2024)

### Singly
- „Hands Bloody“ (2015)
- „Free“ (2016)
- „Believe (Hey Hey)“ (2016)
- „Lie to Me“ (2017)
- „Me Gusta“ (2018)
- „Abu Dhabi” (2019)
- „Acapella” (2019)
- „Colorado” (2019)
- „Lalalalalalalalalala” (2020)
- „Boys Don't Cry” (2023)
- „Delilah” (2023)
- „Never Get Over You” (2023)

| Název singlu                                         | Rok vydání | Umístění v žebříčcích | Umístění v žebříčcích | Umístění v žebříčcích | Umístění v žebříčcích | Umístění v žebříčcích | Umístění v žebříčcích | Umístění v žebříčcích | Umístění v žebříčcích | Umístění v žebříčcích | Umístění v žebříčcích | Ocenění     | Album |
| Název singlu                                         | Rok vydání | CZE                   | CZE (Dig.)            | AUT                   | IT                    | FRA                   | GER                   | POL                   | SCO                   | SPA                   | SWE                   | Ocenění     | Album |
| ---------------------------------------------------- | ---------- | --------------------- | --------------------- | --------------------- | --------------------- | --------------------- | --------------------- | --------------------- | --------------------- | --------------------- | --------------------- | ----------- | ----- |
| "Hands Bloody"                                       | 2015       | —                     | —                     | —                     | —                     | —                     | —                     | —                     | —                     | —                     | —                     |             |       |
| "Free"                                               | 2016       | 4                     | —                     | —                     | —                     | —                     | —                     | —                     | —                     | —                     | —                     |             |       |
| "Believe (Hey Hey)"                                  | 2016       | —                     | —                     | —                     | —                     | —                     | —                     | —                     | —                     | —                     | —                     |             |       |
| "Lie to Me"                                          | 2017       | 52                    | 2                     | 9                     | —                     | 122                   | 29                    | —                     | 56                    | 39                    | 21                    |             |       |
| "Me Gusta"                                           | 2018       | 7                     | 10                    | —                     | —                     | —                     | —                     | —                     | —                     | —                     | —                     |             |       |
| "Abu Dhabi"                                          | 2019       | —                     | 22                    | —                     | —                     | —                     | —                     | —                     | —                     | —                     | —                     |             |       |
| "Acapella" (featuring Fito Blanko and Frankie J)     | 2019       | 1                     | 20                    | —                     | —                     | —                     | —                     | 2                     | —                     | —                     | —                     | ZPAV: Zlatá |       |
| "Colorado"                                           | 2019       | 46                    | 64                    | —                     |                       | —                     | —                     | 5                     | —                     | —                     | —                     |             |       |
| "Lalalalalalalalalala"                               | 2020       | 18                    | 20                    | —                     | 5                     | —                     | —                     | 21                    | —                     | —                     | —                     |             |       |
| "—" singl se v dané zemi neumístil nebo nebyl vydán. |            |                       |                       |                       |                       |                       |                       |                       |                       |                       |                       |             |       |